# Les Chemins de la foi
Les Chemins de la foi est une série hebdomadaire d'émissions de télévision religieuses française consacrées au sept principales religions pratiquées dans le pays. Elle est diffusée chaque dimanche matin sur France 2 depuis 2013 pour unifier les différentes émissions religieuses présentes sur les antennes de la télévision publique depuis 1949 pour la plus ancienne d'entre elles.

## Historique
En 2013, les sept émissions religieuses dominicales sont unifiées dans une nouvelle formule intitulée Les Chemins de la foi et présentée par Arlène Tempier. Le principe reste globalement le même qu'auparavant, c'est-à-dire l'enchaînement de sept émissions le dimanche matin, correspondant chacune à un culte différent. L'émission est produite par France Télévisions Studio, sous la direction de l'unité des émissions religieuses de France télévisée dirigée par Laure Baudouin, pour un budget annuel de 1 000 000 €.

## Programmation
| Culte représenté               | Nom de l'émission                        | Horaire                                                   | Date de création | Présentateur principal actuel                                                                            | Ancien présentateur                            |
| ------------------------------ | ---------------------------------------- | --------------------------------------------------------- | ---------------- | --- | ---------------------------------------------- |
| bouddhisme                     | Sagesses bouddhistes                     | 8h30-8h45                                                 | 1997             | Aurélie Godefroy et Sandrine Colombo                                                                     | Catherine Barry                                |
| islam                          | Islam                                    | 8h45-9h15                                                 | 1983             | Leili Anvar et Abderrahim Hafidi                                                                         | Bruno Abd-al-Haqq Guiderdoni, Ghaleb Bencheikh |
| judaïsme                       | La Source de vie, Judaica et À l'origine | 9h15-9h30 (2 fois par mois) ou 9h15-10h (2 fois par mois) | 1962             | Steve Suissa présentateur - producteur Rabbin Didier Kassibi Rabbin Michaël Azoulay Rabbin Mikael Journo | Josy Eisenberg                                 |
| église orthodoxe               | Orthodoxie                               | 9h30-10h (1 fois par mois)                                | 1965             | Jivko Panev                                                                                              |                                                |
| églises catholiques orientales | Chrétiens orientaux                      | 9h30-10h (1 fois par mois)                                | 1965             | Thomas Wallut                                                                                            |                                                |
| protestantisme                 | Présence protestante                     | 10h-10h30                                                 | 1955             | |                                                |
| catholicisme                   | Le Jour du Seigneur                      | 10h30-12h                                                 | 1949             | David Milliat                                                                                            |                                                |

Depuis la création des Chemins de la foi, des émissions interreligieuses ont lieu une fois par an pour traiter, lors d’une matinée spéciale, une thématique avec des reportages et les interventions d’invités appartenant aux différentes traditions.

## Audiences
En 2013, Laure Baudouin fait savoir que la série d'émissions rassemble « 6,3% de part d'audience pour 420 000 téléspectateurs, selon les chiffres de Médiamétrie. Parmi les pics d’audiences de l’année, nous avons atteint 1 000 000 de téléspectateurs soit 12,6% de part d'audience pour la messe de Pâques, tandis qu’1 600 000 de fidèles ont suivi la bénédiction urbi et orbi ». 